# 瓮水街道
瓮水街道，是中华人民共和国贵州省黔南布依族苗族自治州瓮安县下辖的一个街道办事处。
2012年3月28日，贵州省人民政府批复同意撤销雍阳镇，设立瓮水街道办事处。

## 行政区划
瓮水街道下辖以下地区：
花竹社区、广场社区、金龙社区、鼓楼社区和茅坡村。